# Arthur Grunewald
Arthur Grunewald (* 30. Juni 1902 in Wilhelmshaven; † 2. Mai 1985 ebenda) war ein deutscher Politiker und Oberbürgermeister von Wilhelmshaven (SPD). 
Arthur Grunewald wurde am 17. Oktober 1945 in den Wilhelmshavener Stadtrat berufen. Gleichzeitig arbeitete er als Leiter der Wirtschaftsförderung.
1968 wurde er als SPD-Mitglied in den Rat der Stadt Wilhelmshaven gewählt. Gleichzeitig bekleidete er das Amt eines Bürgermeisters. 1972 wurde er zum Oberbürgermeister gewählt und behielt dieses Amt bis 1976 inne. Er wurde von Eberhard Krell im Amt abgelöst.
Er war auch Dezernent der Feuerwehr und des Katastrophenschutzes.

## Ehrungen
- Wegen seiner Verdienste um die Verkehrserziehung von Jugendlichen wurde ihm 1979 die Goldene Ehrennadel der Deutschen Verkehrswacht verliehen.
- Am 30. Juni 1977 wurden ihm die Ehrenbürgerrechte der Stadt Wilhelmshaven verliehen.
- 1980 wurde er Ehrenvorsitzender des Kreisverbandes des Deutschen Roten Kreuzes.
- Das Wachgebäude der Freiwilligen Feuerwehr Bant (Feuerwehr Wilhelmshaven) ist ihm gewidmet.
- Im Wilhelmshavener Stadtteil Voslapp trägt seit 2013 die Arthur-Grunewald-Straße seinen Namen.[1]